# Gold Fields St Ives Tennis International
Il Gold Fields St Ives Tennis International è un torneo professionistico di tennis giocato su campi in cemento. Fa parte dell'ITF Men's Circuit e dell'ITF Women's Circuit. Si gioca annualmente a Kalgoorlie in Australia.

## Albo d'oro

### Singolare maschile
| Anno | Campione     | Finalista         | Punteggio        |
| ---- | ------------ | ----------------- | ---------------- |
| 2009 | John Millman | Matthew Ebden     | 6–2, 7–6(1)      |
| 2010 | Erik Chvojka | Brydan Klein      | 3–6, 6–3, 7–6(4) |
| 2011 | Brydan Klein | Benjamin Mitchell | 7–5, 6–3         |

### Doppio maschile
| Anno | Campioni                     | Finalisti                       | Punteggio           |
| ---- | ---------------------------- | ------------------------------- | ------------------- |
| 2009 | Brydan Klein Robert Smeets   | Dane Propoggia Matt Reid        | 6–3, 7–6(5)         |
| 2010 | Joel Lindner Matt Reid       | Colin Ebelthite Adam Feeney     | 7–6(5), 4–6, [10–6] |
| 2011 | Michael Look Nicolas Meister | Brydan Klein Jose Rubin Statham | 2–6, 7–6(6), [10–5] |

### Singolare femminile
| Anno | Campionessa     | Finalista        | Punteggio |
| ---- | --------------- | ---------------- | --------- |
| 2011 | Casey Dellacqua | Monique Adamczak | 6–2, 6–2  |

### Doppio femminile
| Anno | Campionesse                     | Finaliste             | Punteggio |
| ---- | ------------------------------- | --------------------- | --------- |
| 2011 | Casey Dellacqua Olivia Rogowska | Xu Yifan Zhang Kailin | 6–1, 6–1  |